# Ophiorrhiza tenella
Ophiorrhiza tenella är en måreväxtart som beskrevs av George King. Ophiorrhiza tenella ingår i släktet Ophiorrhiza och familjen måreväxter. Inga underarter finns listade i Catalogue of Life.